# Asuang

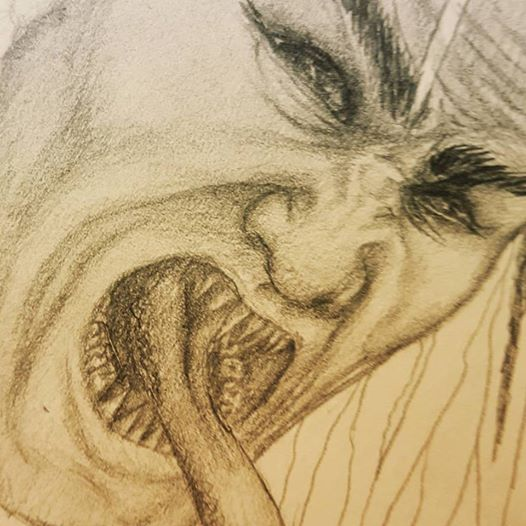
El Asuang.

El Asuang (AFI: [a'swaŋ]) es un ser maligno descrito como 
un brujo o demonio de la mitología filipina, conocido en casi todo el archipiélago filipino, particularmente entre los tagalos, pampangos, bicolanos, etc. 
Es un demonio nocturno que toma las formas que quiere, como las de un perro, gato, ave u otro animal. El aswang coge preferentemente niños, abandonados y caminantes solitarios. Con su lengua horriblemente dilatada, negra y flexible como la seda, extrae los fetos a las mujeres que están encintas. A él se atribuyen los dolores en el parto.
Muchas fábulas distintas y hasta contrarias se refieren al asuang, porque los distintos pueblos filipinos confunden bajo el nombre de asuang los recuerdos de varios demonios distintos de su religión antigua (Como el tamao y el cama-cama); de modo que hoy asuang suele ser, tanto para todos, la denominación genérica de una serie de duendes o equivalente al sentido de la voz española brujo o duende. El pájaro Tiktik, ave nocturna, anuncia con su canto la proximidad del asuang.
Se dice que suele tener como mascota a unos seres conocidos como Sigbin.
Podemos encontrar referencias al Asuan o Aswang en el videojuego Hellmaster de la compañía Dante Games.